# Llanura inundable de Guayaquil
La sabana o llanuras de Guayaquil (NT0905) son una ecorregión cercana a la costa del Pacífico de Ecuador. La ecorregión está en peligro crítico de extinción debido a la conversión en tierras agrícolas.
La zona de los pastizales inundados de Guayaquil se localiza en el suroeste de Ecuador, específicamente en el delta del río Guayas, abarcando una extensión hacia el sur hasta los manglares del Golfo de Guayaquil. Con una superficie de 284.898 hectáreas,limita con la ecorregión de los bosques húmedos del Ecuador occidental al oeste y al norte, mientras que hacia el este colinda con una sección de la ecorregión de los bosques secos ecuatorianos. Al sureste, se conecta con la ecorregión de los manglares del Pacífico sudamericano, y su extremo sur limita con los bosques secos de Tumbes-Piura. Este territorio abarca áreas de las provincias de Guayas, Los Ríos y El Oro en Ecuador. Dentro de esta región, se asocia con más de 20 cuencas hidrográficas, siendo la del río Guayas la más significativa. Esta cuenca presenta una amplia diversidad en términos de climas, topografía, suelos y vegetación. En la sección sur, abarca una llanura de inundación o tembladeras. Los suelos pertenecen principalmente a dos grupos: aluviales, provenientes de diversos materiales minerales a lo largo de los ríos, y sedimentarios, desarrollados a partir de rocas sedimentarias presentes en mesetas y colinas bajas de las cordilleras de Balzar, Chongón y Colonche.

## Clima

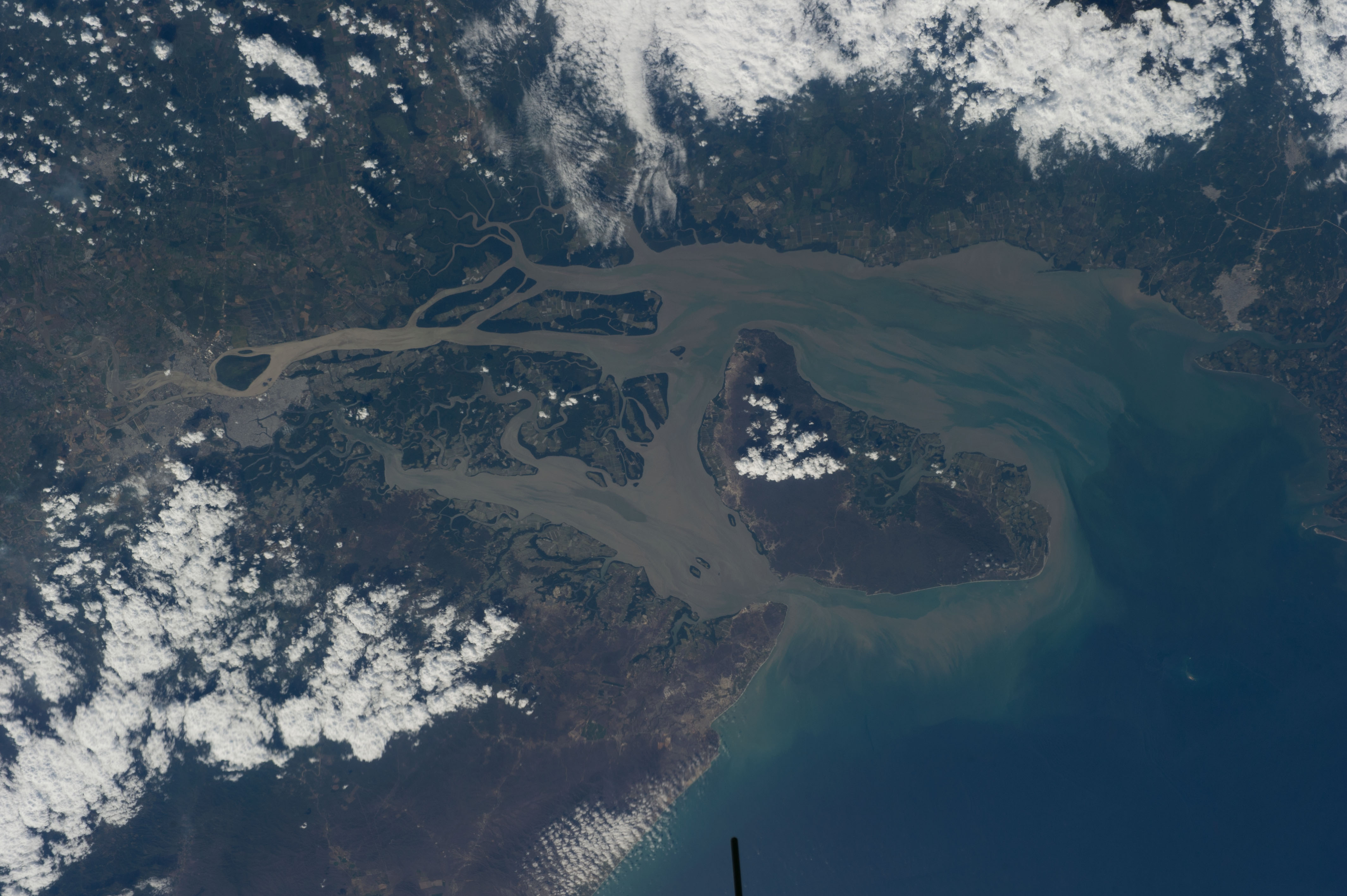
Vista satelital del golfo de Guayaquil, 2014.

La clasificación climática de Köppen es "Aw": ecuatorial, invierno seco. En un lugar de muestra en las coordenadas 2,25°S 79,75°W las temperaturas son bastante constantes a lo largo del año, ligeramente más frías en julio y ligeramente más cálidas en abril. Las temperaturas mínimas medias anuales son de 21 °C y las máximas de 33 °C, con una media de 26 °C. Las precipitaciones mensuales oscilan entre menos de 10 milímetros (0,39 in) en julio-noviembre y 265 milímetros en marzo. La precipitación anual total es de unos 1.200 milímetros.

## Ecología
Se encuentran en el reino neotropical, en el bioma de los pastizales y sabanas inundadas. Se inundan estacionalmente y también albergan flora ribereña. 

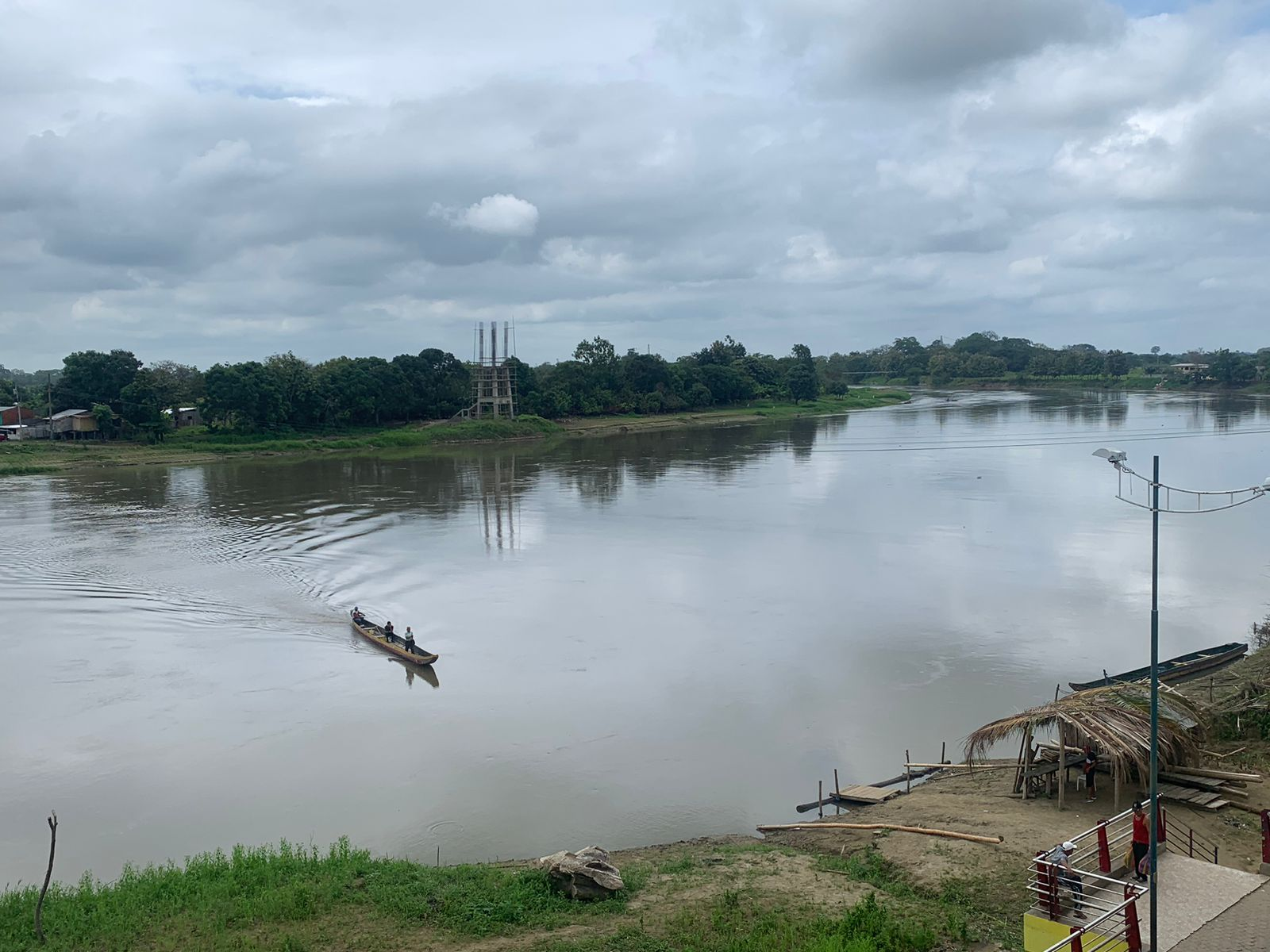
El río de Colimes es la unión del río Daule y el río de Paján.

Las sabanas inundadas pueden mezclarse con sabanas arbóreas en zonas de mayor altitud. Entre las plantas acuáticas se destacan el jacinto de agua común (Eichhornia crassipes), Pontederia rotundifolia , Heteranthera reniformis, Calathea lutea y la Heliconia marginata. En cuanto a las hierbas terrestres, se encuentran especies como Echinodorus bracteatus, Alternanthera publiflora, hogvine, Luffa operculate y Malachra capitata. Los árboles incluyen la balsa, Muntingia calabura, Guazuma ulmifolia, Trema micrantha, Pseudobombax millei.
En términos de flora y fauna, esta ecorregión presenta un bajo nivel de endemismo y una biodiversidad moderada. Aún conserva pequeños remanentes de pastizales inundables naturales, caracterizados por el aumento de plantas acuáticas durante la estación lluviosa de enero a marzo. Destacan especies de aves como el comedero de semillas de ventriamarillento (Sporophila nigricollis), gaviotín peruano (Sternula lorata)  en peligro de extinción, y especies de humedales como la garza tigre castaña (Tigrisoma lineatum), el gritador unicornio (Anhima cornuta) y la cigüeña americana (Mycteria americana).

## Estado
El Fondo Mundial para la Naturaleza otorga a la ecorregión el estatus de "crítica/en peligro". Las amenazas provienen del crecimiento constante de la población humana y de los programas de riego a gran escala para la agricultura. En el año 2000, la ecorregión de los pastizales inundados, de 2.974,5 kilómetros cuadrados, contaba con 949,9 kilómetros cuadrados, o el 31,9%, de cobertura natural con uso extractivo, y 2.024,7 kilómetros cuadrados de tierras agrícolas. Según un informe de 2006, la ecorregión de 2.883,50 kilómetros cuadrados tenía una superficie protegida de 56,8 kilómetros cuadrados, es decir, el 2%. El 67,1% de la superficie se había transformado. 
Es extremadamente vulnerable a fenómenos climáticos como El Niño. Grandes programas de desarrollo agrícola, incluyendo la conversión de hábitats naturales en plantaciones de arroz, han impactado esta área. Aunque se ha intentado desarrollar la acuicultura de cangrejo de río y tilapia, ha tenido poco éxito debido a la falta de infraestructura para su comercialización.